# دی‌سدیم گوانیلات
دی‌سدیم گوانیلات (به انگلیسی: Disodium guanylate) یک ترکیب شیمیایی با شناسه پاب‌کم ۲۱۷۱۲ است.